# Aitaroun
Aitaroun est un village au sud du Liban. Aitaroun compte près de 6 000 habitants.

## Géographie
Ce village du sud du Liban est entouré de montagnes et de plusieurs vallées, ce qui lui donne une image grandiose et paradisiaque. À Aitaroun, on compte plusieurs sites enchanteurs sur toute la largeur de son territoire, passant du village de Bint-Jbeil jusqu'à la frontière avec Israël.

## Histoire
Ce village a connu plusieurs catastrophes naturelles au cours du XXe siècle. Lors du Conflit israélo-libanais de 2006, Israël a intensifié ses attaques sur ce village en prétendant que des membres du Hezbollah s'y cachaient.
Certaines familles ont été tuées presque entièrement : les Al-Akrass (quatorze personnes) et Awada (treize personnes). Huit citoyens canadiens ont notamment trouvé la mort.
L'armée israélienne bombarde à nouveau le village lors de la guerre de 2024. Les habitants fuient. Le 14 octobre, vingt-trois personnes sont tuées, dont une majorité de femmes et d'enfants, des habitants de Aïtaroun qui avaient trouvé refuge dans à Aïto au nord du pays.